# Portugalia la Concursul Muzical Eurovision 2010
Portugalia participă la concursul muzical Eurovision 2010. Concursul național de determinare a reprezentantului statului s-a numit Festival da Canção 2010. Finala acestuia a avut loc la 6 martie 2010 și a învins interpreta Filipa Azevedo cu melodia Há dias assim.